# Май 2017 года

Список событий мая 2017 года.

## События
- 2 мая
  - В Нови-Саде (Сербия) стартовал чемпионат Европы по борьбе[1].
  - В английском Шеффилде завершился чемпионат мира по снукеру, в финале англичанин Марк Селби победил шотландца Джона Хиггинса[2].
  - Мэрия Москвы опубликовала список из 4566 домов в 85 районах Москвы, которые предлагается снести в рамках масштабной «программы реновации»[3].
- 3 мая
  - Пуэрто-Рико начало процедуру банкротства, это крупнейшее банкротство органов местного самоуправления в США[4].
- 4 мая
  - Супруг Елизаветы II объявил о решении с осени 2017 года отойти от публичной деятельности[5].
  - Впервые за 200 лет в лесах Дании завелись волки[6].
- 5 мая
  - В Италии стартовала юбилейная сотая велогонка Джиро д’Италия[7].
  - Роскомнадзор заблокировал сайт популярного китайского мессенджера WeChat[8].
  - Отправился в первый полёт новый китайский пассажирский самолет Comac C919, который составит конкуренцию Боингу и Airbus[9].
  - Вступил в силу меморандум о создании зон деэскалации в Сирии[10].
- 7 мая
  - Второй тур президентских выборов во Франции[11]. Победу одержал Эмманюэль Макрон[12].
  - Сборная России по спортивной борьбе победила в общекомандном медальном зачёте на чемпионате Европы в сербском Нови-Саде[13].
  - Московский «Спартак» за три тура до окончания первенства впервые с 2001 года стал чемпионом России по футболу[14].
  - Нигерийские власти договорились с экстремистами «Боко Харам» об освобождении 82 школьниц, похищенных в 2014 году[15].
  - Ирландская полиция начала расследование в отношении британского актера Стивена Фрая по статье о богохульстве[16].
- 8 мая
  - В Прибалтике стартовали трехнедельные учения «Весенний шторм», где задействовано около 9 тысяч военнослужащих Эстонии, государств — союзников по НАТО и партнёров[17].
- 9 мая
  - Празднование 72-й годовщины Дня победы над фашистской Германией. В Москве прошёл Парад Победы на Красной площади. Во многих странах мира состоялось шествие «Бессмертный полк»[18].
  - В Афганистане взрыв в религиозной школе унёс жизни 9 человек[19].
  - Президентские выборы в Южной Корее. Избранный президентом Мун Чжэ Ин вступил в должность[20].
  - Опубликована статья международного коллектива учёных, показавшая, что Homo naledi — примитивные представители гоминоидов, были современниками человека[21][22].
- 10 мая
  - Глава Минэкономики и руководитель народной партии Австрии Райнхольд Миттерленер заявил об отставке со своих постов[23].
  - Швейцарский национальный банк представил новую купюру в 20 франков от дизайнера Мануэлы Пфундер[нем.][24].
- 11 мая
  - Верх-Исетский районный суд Екатеринбурга вынес приговор блогеру Руслану Соколовскому: 3,5 года лишения свободы условно за оскорбление чувств верующих, экстремизм и хранение незаконной видеоручки[25].
- 12 мая
  - Начал распространение Компьютерный вирус-вымогатель WannaCry, который поразил более 200 тысяч компьютеров под управлением операционной системы Microsoft Windows в более чем 150 странах мира[26][27].
  - Открытие Исламских игр солидарности в Баку[28]
- 13 мая
  - В Киеве прошёл финал музыкального конкурса «Евровидение». Победителем стал певец из Португалии Сальвадор Собрал, второе место занял россиянин Кристиан Костов, представлявший на конкурсе Болгарию[29].
- 14 мая
  - На проспекте Сахарова в Москве прошёл митинг против сноса пятиэтажек. В нём приняло участие до 20 тысяч человек[30].
- 15 мая
  - Президент Украины Пётр Порошенко подписал указ, которым водится в действие решение Совета национальной безопасности и обороны по санкциям в отношении российских компаний, в частности указ предписывает украинским интернет-провайдерам блокировать многие популярные российские интернет-ресурсы, среди них — сервисы «Яндекса» и Mail.ru, соцсеть «ВКонтакте», соцсеть «Одноклассники»[31].
- 16 мая
  - Недалеко от столицы Иордании, Аммана, состоялось торжественное открытие первого синхротрона на Ближнем Востоке[32].
- 17 мая
  - Вышла на свободу Челси Мэннинг, приговоренная в 2013 году к 35 годам тюрьмы за передачу секретных материалов WikiLeaks[33].
  - Human Rights Watch потребовала от президента Украины отменить блокировку российских сайтов[34].
- 18 мая
  - Коалиция во главе с США нанесла удар по позициям проправительственных отрядов в Сирии, посчитав, что проникновение этих отрядов в зону деэскалации может представлять угрозу силам коалиции[35].
- 19 мая
  - Шведская прокуратура прекратила расследование дела об изнасиловании против основателя WikiLeaks Джулиана Ассанжа[36].
  - На выборах президента Ирана победу одержал действующий глава государства Хасан Рухани[37].
- 20 мая
  - Первое зарубежное турне президента США Дональда Трампа началось с визита в Саудовскую Аравию (вопреки традиции — не в Канаду и не Мексику), были заключены сделки на сумму около $350 млрд[38].
- 21 мая
  - Телеканал Euronews прекратил вещание на украинском языке из-за нехватки финансирования со стороны Украины, а также из-за невозможности влиять на контент с украинской стороны[39].
  - На прошедшем в Швейцарии референдуме победу одержали сторонники закрытия АЭС[40].
- 22 мая
  - Взрыв в Манчестере (Великобритания) на стадионе «Манчестер Арена». Бомбу привёл в действие террорист-смертник. Погибли 23 человека, 120 получили ранения[41].
  - Церемония закрытия Исламских игр солидарности в Баку[42]
- 23 мая
  - Филиппины подверглись масштабной атаке террористов, боевики террористической группировки ИГ захватили город Марави в южной провинции Минданао[43].
- 24 мая
  - Агентство Moody's понизило кредитный рейтинг Китая впервые с 1989 года[44].
- 25 мая
  - Новозеландская компания Rocket Lab провела первый запуск лёгкой ракеты-носителя Electron с полуострова Махия[англ.], запуск завершился неудачей — головная часть ракеты не смогла выйти на расчётную орбиту[45].
  - Программа AlphaGo, разработанная компанией Google DeepMind для игры в го, выиграла матч против лучшего в мире игрока Кэ Цзе из Китая[46].
  - Команда петербургского университета информационных технологий, механики и оптики заняла первое место в финальном этапе международной студенческой олимпиады по программированию ACM/ICPC[47].
- 26 мая
  - В Таормине (Италия) начал работу двухдневный саммит G7[48].
- 27 мая
  - British Airways отменила все рейсы из Хитроу и Гатвика из-за глобального сбоя в компьютерной системе[49].
- 28 мая
  - «Золотую пальмовую ветвь» Каннского кинофестиваля получил фильм шведского режиссёра Рубена Эстлунда «Квадрат»[50].
  - Объединённая авиастроительная корпорация впервые подняла в небо новый пассажирский лайнер МС-21[51].
- 29 мая
  - Во время урагана в Москве и Московской области погибли 18 человек, более 170 ранены[52].
- 30 мая
  - Международный коллектив палеогенетиков под руководством специалистов из Университета Тюбингена и Института человеческой истории Общества Макса Планка впервые представил надёжные результаты генетического анализа древних египтян на основе анализа ДНК более 90 мумий, ближайшими родственниками мумий оказались древние фермеры из Восточного Средиземноморья[53][54].
  - Сенат Нидерландов повторно ратифицировал соглашение об ассоциации Украины и Европейского союза. Первая ратификация была отклонена на прошедшем 6 апреля 2016 года в Нидерландах референдуме[55].
- 31 мая
  - Компания Stratolaunch Systems, созданная одним из основателей Microsoft Полом Алленом, представила Scaled Composites Stratolaunch для запуска космических ракет. Размах крыльев двухфюзеляжного самолёта — 117 метров, что превышает размах у самого большого транспортного самолёта Ан-225 «Мрия»[56][57].
  - Президент России отменил ограничения для турецких компаний по работе на территории РФ[58].
  - Российский ВМФ нанёс ракетный удар по позициям боевиков ИГ в районе сирийской Пальмиры. В операции участвовали подводная лодка «Краснодар» и фрегат «Адмирал Эссен»[59].
  - Мощный взрыв в Кабуле недалеко от президентского дворца и зданий иностранных посольств унёс жизни 90 человек, 380 получили ранения[60].